# Emmanuel Mounier
Emmanuel Mounier (født 1. maj 1905 i Grenoble, død 22. marts 1950 i Châtenay-Malabry) var en fransk filosof og forfatter, der var en ledende figur i den franske personalisme.
Mounier studerede ved Sorbonne. Som 24-årig blev han inspireret af den franske forfatter Charles Péguy og arbejdede derefter på sin syntese af kristendom og socialisme, der senere blev kendt som personalismen. I 1932 var med til at grundlægge den politiske bevægelse Troisième Force. Samme år etablerede han tidsskriftet Esprit, som han siden var redaktør af. Tidsskriftet fik stor betydning for personalismen og for den kulturelle debat i Frankrig. 
Mounier underviste ved Lycée du Parc i Lyon og Lycée Français Jean Monnet i Bruxelles.
| filosofi | Spire Denne filosofiartikel er en spire som bør udbygges. Du er velkommen til at hjælpe Wikipedia ved at udvide den. |

1. ↑  Navnet er anført på engelsk og stammer fra Wikidata hvor navnet endnu ikke findes på dansk.